# Тун
Тун (нім. Thun) — місто  в Швейцарії в кантоні Берн, адміністративний округ Тун, окружний центр.

## Географія
Місто розташоване на відстані близько 26 км на південний схід від Берна.
Тун має площу 21,6 км², з яких на 49,9% дозволяється будівництво (житлове та будівництво доріг), 28% використовуються в сільськогосподарських цілях, 20,1% зайнято лісами, 1,9% не є продуктивними (річки, льодовики або гори).

## Демографія
2019 року в місті мешкало 43 632 особи (+2,4% порівняно з 2010 роком), іноземців було 13,9%. Густота населення становила 2023 осіб/км².
За віковим діапазоном населення розподілялося таким чином: 16,8% — особи молодші 20 років, 59,1% — особи у віці 20—64 років, 24,1% — особи у віці 65 років та старші. Було 20867 помешкань (у середньому 2 особи в помешканні).
Із загальної кількості 28 616 працюючих 85 було зайнятих в первинному секторі, 5693 — в обробній промисловості, 22 838 — в галузі послуг.

## Визначні місця
- Замок Тун з музеєм
- Старе місто з ринковою площею та шлюзовими мостами.
- Ратуша 16 ст.
- Міська церква Туна
- Тунське озеро та Альпійська панорама (UNESCO)
- Печери святого Беатуса
- Парк Шадау та Замок Шадау
- Штретлінська вежа
- Тунський художній музей
- Тунський танковий музей [7]
- Швебіська вежа

## Спорт
- Орієнтування — у 1981 році Тун приймав літній чемпіонат світу з орієнтування.

## Міста-побратими

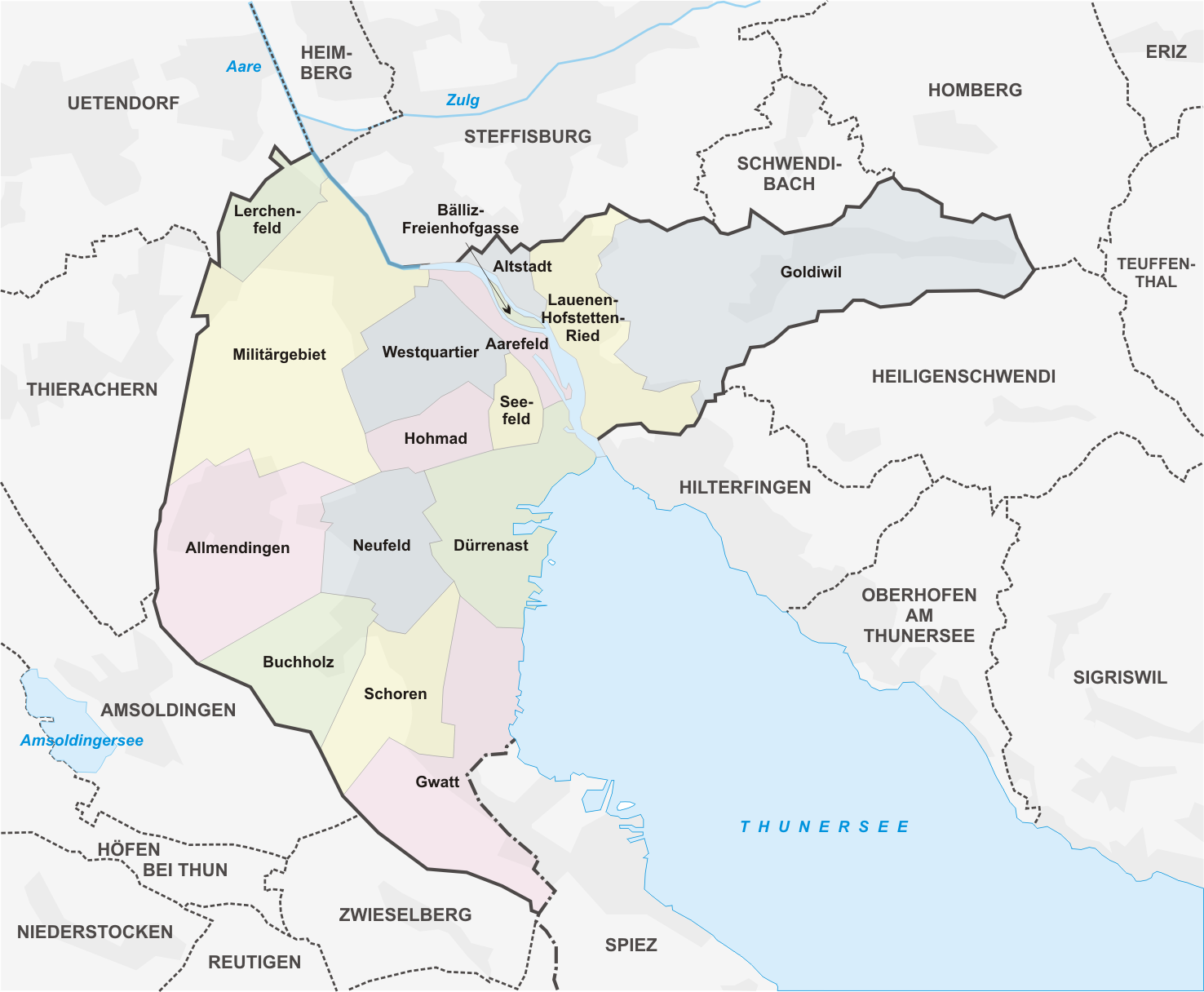
Тун

- Болгарія Габрово
- Того Гаджаган